# آماناکی نیکول
آماناکی نیکول (انگلیسی: Amanaki Nicole؛ زادهٔ ۸ فوریهٔ ۱۹۹۲) بازیکن راگبی ۷ نفره است.
وی در مسابقات کشوری و بین‌المللی در مجموع برندهٔ ۱ مدال نقره شده‌است.